# Fidżi na Letnich Igrzyskach Paraolimpijskich 2020
Fidżi na Letnich Igrzyskach Paraolimpijskich 2020 w Tokio reprezentował jeden sportowiec, który nie zdobył medalu. Był to dziewiąty start reprezentacji tego kraju na igrzyskach paraolimpijskich (po występach w latach 1964, 1976, 1996, 2000, 2004, 2008, 2012 i 2016).

## Wyniki

### Lekkoatletyka
Konkurencje techniczne
| Zawodnik          | Konkurencja        | Finał    | Finał   | Źródło |
| Zawodnik          | Konkurencja        | Rezultat | Miejsce | Źródło |
| ----------------- | ------------------ | -------- | ------- | ------ |
| Inosi Bulimairewa | rzut oszczepem F64 | 42,55 m  | 10      | [ 2 ]  |
| Iosefo Rakesa     | pchnięcie kulą F41 | DNS      | DNS     | [ 3 ]  |